# Histoires en scène
Histoires en scène est un double album live de Bernard Lavilliers sorti en mai 2000.

## Liste des titres

### Disque 1
| No  | Titre                                                   | Durée |
| --- | ------------------------------------------------------- | ----- |
| 1.  | Tango                                                   |       |
| 2.  | Audit                                                   |       |
| 3.  | Le Venin                                                |       |
| 4.  | Sertao                                                  |       |
| 5.  | Pierrot la lame                                         |       |
| 6.  | Vou embora                                              |       |
| 7.  | Je voudrais pas crever (lecture du poème de Boris Vian) |       |
| 8.  | Betty                                                   |       |
| 9.  | Fortalerza                                              |       |
| 10. | Préface                                                 |       |
| 11. | La Zone                                                 |       |
| 12. | Kingston                                                |       |

### Disque 2
| No  | Titre                                                       | Durée |
| --- | ----------------------------------------------------------- | ----- |
| 1.  | On The Road Again                                           |       |
| 2.  | La malédiction du voyageur                                  |       |
| 3.  | La grande marée                                             |       |
| 4.  | La ballade des pendus (lecture du poème de François Villon) |       |
| 5.  | Chiens de guerre                                            |       |
| 6.  | Le clan mongol                                              |       |
| 7.  | Exil                                                        |       |
| 8.  | Capitaine des sables                                        |       |
| 9.  | La Salsa                                                    |       |
| 10. | Melody tempo harmony                                        |       |
| 11. | Stand The Ghetto                                            |       |
| 12. | Berceuse pour une shootée                                   |       |
| 13. | Roméo Machado (nouvelle version studio - piste cachée)      |       |